# Jon Korfas
Jon Anthony Korfas (in greco Τζον Κόρφας?; Akron, 21 agosto 1962) è un ex cestista e allenatore di pallacanestro statunitense naturalizzato greco.

## Carriera
Con la Grecia ha disputato i Campionati europei del 1989.

## Palmarès

### Giocatore
- Campionato greco: 1

PAOK Salonicco: 1991-92
- Coppa di Grecia: 2

PAOK Salonicco: 1994-95
Panathinaikos:	1995-96
- Coppa delle Coppe: 1

PAOK Salonicco: 1990-91
- Coppa Korać: 1

PAOK Salonicco: 1993-94
- Coppa dei Campioni: 1

Panathinaikos: 1995-96
- Coppa Intercontinentale: 1

Panathinaikos: 1996